# Theo (zanger)
Theodor "Theo" (vroeger "Theoz") Haraldsson (Linköping, 17 juli 2005) is een Zweedse artiest en acteur.
Theodor groeide op in Linköping samen met zijn broer Alex. Al in 2013 was hij op achtjarige leeftijd actief op sociale media via een YouTube-account.

## Carrière
In augustus 2016 begon Theodor (toen elf jaar oud), video's te plaatsen op wat toen Musical.ly was, nu TikTok. Hij koos naam "Theoz" en plaatste clips van zichzelf terwijl hij op deze danste en nabootste. In korte tijd kreeg hij 50.000 volgers en ontving een kroon -een onderscheiding voor vooraanstaande "Musers". Dit leidde al snel tot nog eens 100.000 volgers. Een jaar nadat Theo met Musical.ly begon, bereikte hij een miljoen volgers en nog een paar maanden later had hij 1,9 miljoen volgers.
In oktober 2017 was hij voor het eerst te gast op het YouTubekanaal van de artiest Viktor Frisk en vervolgens op Samir Badran's, waar hij het duo leerde "shufflen". Dit was het begin van Theoz, wie later een hoofdrol kreeg in het melodifestivalen-nummer van Samir en Viktor, "Shuffla". Tegelijkertijd groeiden de accounts van Theoz op zowel Instagram als Youtube en tijdens het Guldtuben- gala in 2018 werd hij genomineerd als "Profiel van het Jaar" en "Musical.ly van het Jaar". Na het muziekbedrijf Warner geholpen te hebben met de promotie van een aantal artiesten, werd Theoz zelf gevraagd om muziek te maken. In het voorjaar van 2018 werd de eerste single "Lately" uitgebracht, die een paar maanden later werd gevolgd door het nummer Het, dat het op één na meest gedraaide nummer van het jaar werd op YouTube in Zweden.
Op oudjaarsdag in 2018 trad Theoz op bij Bingolotto met zijn singles "Best Girl in The World" en "Why Why Why".
In de zomer van 2019 bracht Theoz zijn eerste ep "Min Theori" uit. Ook was hij te zien in een uitzending van "Sommarlov" op 19 juli 2019.
In november van 2019 werd bekend dat Theoz een van de artiesten op de 2020 line-up van de Diggiloo-tour zou zijn. Vanwege de coronacrisis is de Diggiloo-tour in 2020 echter gecanceld.
In 2020 was Theoz te zien in de film "Rymdresan" met onder meer Robert Gustafsson . De plot is gebaseerd op een boek van de astronaut Christer Fuglesang, die ook als figurant in de film verschijnt.
In 2021 trad Theoz op bij Lotta på Liseberg. Ook was hij in 2021 weer te zien bij "Sommarlov"
Theoz nam deel aan Melodifestivalen 2022 met de inzending "Som du vill". In het eerste deel van de competitie kwalificeerde hij zich voor een plek in de halve finale (die voorheen "andra chansen" (tweede kans) werd genoemd). In deze halve finale kwalificeerde hij zich vervolgens voor een plek in de finale, waar het nummer met 65 punten eindigde op de 7e plaats van de 12 finalisten.
Op de Nationale feestdag van Zweden in 2022 trad Theoz op bij de viering van deze dag.
Theoz was een van de artiesten voor de Diggiloo-tour in 2022.
Theoz nam in mei 2022 deel aan het TV4-programma fångarna på fortet. Dit programma is in januari 2023 uitgezonden. Hij nam hier deel in de laatste aflevering. Daarnaast nam Theoz in de zomer van 2022 deel aan het programma "Underdogs" van SVT. Dit programma wordt in de lente van 2023 uitgezonden.
Theoz nam deel aan Melodifestivalen 2023 met de inzending "Mer Av Dig". In het eerste deel van deze competitie kwalificeerde hij zich met 78 punten (3e plaats) voor een plek in de halve finale. In deze halve finale kwalificeerde Theoz zich voor een plek in de finale. Hij haalde in deze halve finale 70 punten en werd tweede. Hij was hiermee de jongste kandidaat ooit die twee keer in de finale heeft gestaan bij Melodifestivalen. In de finale werd Theoz met 78 punten 5e van de 12 finalisten. Van de 78 punten zijn 42 afkomstig van de internationale jury en 36 van de publieksstemming.
Van 14 februari 2023 tot 14 mei 2023 was een Roblox wereld "Theoz vinterland beschikbaar. In deze wereld werd een concert met 3 liedjes van Theoz getoond. Eén van deze lieden ("Otursdag") is speciaal hiervoor geschreven. Dit concert werd ieder uur herhaald.
Theoz nam wederom deel aan het programma fångarna på fortet bij de eerste aflevering in seizoen 25, wat op 16 maart is uitgezonden op TV4.
Op 10 april 2024 heeft Theo medegedeeld dat hij zijn artiestnaam veranderd naar zijn roepnaam, Theo. De reden achter de naamsverandering is dat hij is opgegroeid van de 'kindartiest' die hij was. Hij wil zich nu meer richten op het maken van 'volwassen' muziek. 'Dagar som aldrig tar slut' (gepubliceerd op 3 mei 2024 is daar het eerste voorproefje van.
Theo heeft op 14 juni 2024 het voortgezet onderwijs afgerond.
Theo nam in 2025 deel aan het 19e seizoen van de tv competitie Let's Dance, welke wordt uitgezonden op TV4. Hij nam deel aan de eerste selectieronde en kwalificeerde zich hier naar de live-uitzendingen. Ook hier kwam hij door elke ronde en werd hij de winnaar van Let's dance 2025.

## Discografie
Theo heeft 30 nummers uitgebracht.
| Lied                      | Publiceerdatum                                  | Toppositie in Zweden (ifpy Sweden) | Toppositie in Zweden (spotify) week / dag | Toppositie in Zweden (spotify) week / dag | Album / ep                                                  | Bijzonderheden                                                                                  |
| ------------------------- | ----------------------------------------------- | ---------------------------------- | ----------------------------------------- | ----------------------------------------- | ----------------------------------------------------------- | ----------------------------------------------------------------------------------------------- |
| Lately                    | 2 maart 2018                                    | -                                  | -                                         | 141                                       |                                                             |                                                                                                 |
| Het                       | 2 juni 2018                                     | 53                                 | 56                                        | 53                                        | Min Theori (ep) / Sped Up Collection (ep)                   |                                                                                                 |
| Best Girl in The World    | 23 november 2018                                | -                                  | -                                         | -                                         |                                                             |                                                                                                 |
| Why Why Why               | 24 december 2018                                | -                                  | -                                         | -                                         |                                                             |                                                                                                 |
| Theori                    | 28 juni 2019                                    | -                                  | -                                         | 175                                       | Min Theori (ep) / Sped Up Collection (ep)                   |                                                                                                 |
| Atmosfär                  | 12 juli 2019                                    | -                                  | -                                         | -                                         | Min Theori (ep)                                             |                                                                                                 |
| Allt Kommer Ordna Sig     | 26 juli 2019                                    | -                                  | -                                         | -                                         | Min Theori (ep)                                             |                                                                                                 |
| Helt ärligt talat         | 26 juli 2019                                    | -                                  | -                                         | -                                         | Min Theori (ep)                                             |                                                                                                 |
| Årets Julklapp            | 15 november 2019                                | -                                  | -                                         | -                                         | Julmusiken (ep)                                             |                                                                                                 |
| Party Animal              | 11 september 2020                               | -                                  | -                                         | -                                         |                                                             | Onderdeel van de soundtrack van de film "Rymdresan", waarin Theoz in te zien was                |
| MORE                      | 30 oktober 2020                                 | -                                  | -                                         | -                                         |                                                             | Cover van K/DA                                                                                  |
| Hooked On A Feeling       | 18 juni 2021                                    | -                                  | -                                         | -                                         | Sped Up Collection (ep)                                     | Cover van Blue Swede                                                                            |
| Som Du Vill               | 5 februari 2022                                 | 7                                  | 6                                         | 5                                         | Paradis (ep) / Mer Av Dig (album) / Sped Up Collection (ep) | Inbreng van Theoz op Melodifestivalen 2022                                                      |
| Painkiller                | 29 april 2022                                   | -                                  | -                                         | -                                         | Paradis (ep) / Mer Av Dig (album)                           |                                                                                                 |
| Det kommer bli bra        | 17 juni 2022                                    | -                                  | -                                         | -                                         | Paradis (ep) / Mer Av Dig (album) / Sped Up Collection (ep) |                                                                                                 |
| Shady                     | 17 juni 2022                                    | -                                  | -                                         | -                                         | Paradis (ep) / Mer Av Dig (album)                           |                                                                                                 |
| Paradis                   | 17 juni 2022                                    | -                                  | -                                         | -                                         | Paradis (ep) / Mer Av Dig (album)                           |                                                                                                 |
| Julmusiken                | 11 november 2022                                | 73                                 | 81                                        | 57                                        | Julmusiken (ep)                                             |                                                                                                 |
| Christmas Song            | 11 november 2022                                | -                                  | -                                         | -                                         | Julmusiken (ep)                                             |                                                                                                 |
| Smälter som snön          | 11 november 2022                                | -                                  | -                                         | -                                         | Julmusiken (ep)                                             |                                                                                                 |
| Går på moln               | 10 februari 2023                                | -                                  | -                                         | -                                         | Mer Av Dig (album)                                          |                                                                                                 |
| Mer Av Dig                | 11 februari 2023                                | 5                                  | 5                                         | 2                                         | Mer Av Dig (album)                                          | Inbreng van Theoz op Melodifestivalen 2023                                                      |
| Otursdag                  | 14 februari 2023 (enkel op Roblox) 3 maart 2023 | -                                  | -                                         | -                                         |                                                             | Exclusief lied voor de "Theoz vinterland" optredens op Roblox                                   |
| Bara lite Grann           | 16 juni 2023                                    | -                                  | 105                                       | 74                                        |                                                             |                                                                                                 |
| Någon annan               | 18 augustus 2023                                | -                                  | -                                         | 192                                       |                                                             |                                                                                                 |
| Dagar som aldrig tar slut | 3 mei 2024                                      | -                                  | -                                         | -                                         |                                                             | Eerste nummer onder de artiestnaam 'Theo', eerste nummer waar hij zelf aan heeft meegeschreven. |
| Vill va honom             | 27 juni 2024                                    | -                                  | -                                         | -                                         |                                                             |                                                                                                 |
| Jul med dig               | 15 november 2024                                | -                                  | -                                         | -                                         |                                                             |                                                                                                 |
| Närmare då                | 10 januari 2025                                 | -                                  | -                                         | 184                                       |                                                             |                                                                                                 |
| Dina fula skor            | 27 juni 2025                                    |                                    |                                           |                                           |                                                             |                                                                                                 |

Theo heeft 4 ep's en 1 album uitgebracht
| Naam               | Publiceerdatum   | soort | Toppositie Zweden (ifpy Sweden) | Opmerkingen                                                 |
| ------------------ | ---------------- | ----- | ------------------------------- | ----------------------------------------------------------- |
| Min Theori         | 26 juli 2019     | ep    | -                               |                                                             |
| Paradis            | 17 juni 2022     | ep    | -                               |                                                             |
| Julmusiken         | 11 november 2022 | ep    | -                               |                                                             |
| Sped Up Collection | 2 februari 2023  | ep    | -                               | Dit ep bevat lieden van Theoz die versneld zijn afgespeeld. |
| Mer Av Dig         | 11 februari 2023 | Album | 7                               |                                                             |

## Competities
Theo is door de jaren heen genomineerd voor enkele prijzen en heeft aan competities deelgenomen.
| Jaar | Evenement/prijs                                                     | uitkomst          |
| ---- | ------------------------------------------------------------------- | ----------------- |
| 2018 | Guldtuben: Årets profil (Profiel van het jaar)                      | Genomineerd       |
| 2018 | Guldtuben: Årets musical.ly (Musical.ly van het jaar)               | Genomineerd       |
| 2018 | Iconfest: Årets Instagram (Instagram van het jaar)                  | Genomineerd       |
| 2018 | Iconfest: Årets musical.ly (Musical.ly van het jaar)                | Genomineerd       |
| 2018 | Iconfest: Årets stjärnskott (Vallende ster van het jaar)            | Gewonnen          |
| 2022 | Melodifestivalen 2022                                               | Finale: 7e plaats |
| 2023 | Melodifestivalen 2023                                               | Finale: 5e plaats |
| 2023 | Rockbjörnen: Årets manliga artist (mannelijke artiest van het jaar) | Genomineerd       |
| 2024 | Rockbjörnen: Årets manliga artist (mannelijke artiest van het jaar) | Genomineerd       |
| 2025 | Let's dance                                                         | Gewonnen          |